# Cahiers du Cinéma
Cahiers du Cinéma (lit.  "cadernos de cinema") é uma das mais célebres revistas de crítica cinematográfica do mundo. Foi estabelecida na França em abril de 1951 por André Bazin, Jacques Doniol-Valcroze, Joseph-Marie Lo Duca e Léonide Keigel.

## História
A história dos Cahiers está diretamente ligada à do cinema francês dos anos 1960, em particular por causa de uma geração de cinéfilos escritores da revista que, posteriormente, tornaram-se figuras centrais da Nouvelle vague. Esses cinéfilos defendiam a política dos autores, que postulava que "a responsabilidade artística de um filme devia ser atribuída a seu diretor, ao menos em um certo número de casos em que este tinha uma personalidade reconhecida, um estilo, eventualmente uma temática, que lhe eram próprios".
Criado em 1951 por André Bazin, Jacques Doniol-Valcroze, Joseph-Marie Lo Duca, com o apoio financeiro de Léonide Keigel, os Cahiers sucederam a La Revue du cinema de Jean George Auriol, que cessou a publicação em outubro de 1949 e da qual Doniol e Bazin foram os colaboradores. O título da revista foi proposto por Doniol-Valcroze em 10 de fevereiro de 1951, que a princípio teve dificuldade de convencer Bazin e Keigel. A capa e o conteúdo permanecem no mesmo espírito.
Jovens cinéfilos — como Jean-Luc Godard, François Truffaut, Éric Rohmer, Jacques Rivette, Claude Chabrol e muitos outros —, escreveram suas primeiras críticas lá, antes de se tornarem cineastas.

### Os fundadores
Jacques Doniol-Valcroze começou como secretário editorial da Cinémonde (fundada em 1928), depois vice-editor-chefe da Revue du Cinéma de 1947 a 1949. Dirigiu o cineclube Objectif 49, do qual participava André Bazin. Era também crítico de cinema do Le Nouvel Observateur e editor-chefe da revista Monsieur. Em 1949, criou o Festival de Cinema Madito de Biarritz. Também foi autor (Les Portes du baptistère, 1955) e diretor (L'Eau à la bouche, 1959; Le Rape, 1967; L'Homme au tête graphé, 1971…).

André Bazin

Bazin abordou o cinema através de debates em cineclubes, cursos e conferências. Ele não quer, na crítica de um filme, contentar-se em 
recontar o cenário ou opinar sobre seus possíveis significados. Ele pratica uma análise detalhada das sequências. Sua ideia central é que a crítica deve levar em consideração a evolução de uma cultura cada vez mais "cinéfila". Escreveu em revistas, nomeadamente em L'Écran français (criado em 1945), La Revue du cinema, Le Parisien Libéré (criado em 1944) e Radio-Cinéma-Télévision (criado em 1947).
Joseph-Marie Lo Duca (Giuseppe Maria Lo Duca) também é ex-membro da La Revue du Cinéma. Jornalista, escritor, historiador, crítico, operador e diretor, publicou, entre outras coisas , Histoire du cinema (“O que eu sei?"), Technique du cinéma e The Cartoon at Prisma, com prefácio de Walt Disney. Na década de 1960, dirigiu o colleção "Bibliothèque internationale d’érotologie" publicado por Pauvert.
Engenheiro químico de origem georgiana, Léonide Keigel chegou a Paris em 1933. Ele operou cinemas lá (como o Broadway na Champs-Élysées) antes de se tornar um distribuidor, à frente do circuito Cinéphone.

### Linha editorial
O conteúdo é composto por entrevistas, documentos, com amplo espaço para técnica cinematográfica. Apesar de tudo, a linha editorial não era realmente fixa naquela época. Foi em 1952 que os Cahiers deram uma guinada decisiva.
na 21ª edição dos Cahiers, François Truffaut começa a contribuir com os artigos. Seu primeiro artigo afirma um distanciamento do cinema francês conhecido como "qualidade" em benefício do cinema de auteurs, em particular do cinema americano (Howard Hawks, Alfred Hitchcock). Os novos colaboradores da revista, apelidados de "jovens turcos" por Bazin, chegam a se opor aos fundadores de Les Cahiers. Eles são Éric Rohmer, Jacques Rivette, Claude Chabrol e Jean-Luc Godard.
Um artigo de Truffaut em particular completa a afirmação da nova linha dos Cahiers, em janeiro de 1954, "Uma certa tendência no cinema francês", no qual critica fortemente o conformismo do cinema francês. A política de auteurs, que apresentava cineastas americanos (Hitchcock, Hawks) e alguns europeus (Jean Renoir, Roberto Rossellini), estava no auge quando, em 1957, Éric Rohmer substituiu Lo Duca como editor.
Em 1959, havia quatro revistas principais de cinema: os Cahiers du Cinéma, em “guerra" com Positif; Cinéma e Image et Son. Muitos periódicos surgem então, mas a maioria não vai até a quarta edição. Naquela época, muitos críticos de cinema, futuros diretores, escreviam para revistas (Bertrand Tavernier, Jean Eustache, etc.). Os semanários ( L'Express, Le Nouvel Observateur ) também têm seus críticos, em sua maioria homens de letras.

### Abertura à modernidade
No início dos anos 1960, enquanto alguns editores da Cahiers deixaram a revista para fazer seus filmes, Éric Rohmer ocupou o cargo de editor-chefe até sua demissão por Jacques Rivette em 1963.
Em 1964, quando o jovem Serge Daney, que se tornaria o crítico mais influente de sua geração, ingressou na Cahiers, as ações da revista foram compradas por Daniel Filipacchi, que entrou em conflito com a redação por querer impor seu projeto editorial: não há mais capa amarela, novo formato de 22×27,5. "Porém, foi sob sua liderança (...) e com críticos como Jean-Louis Comolli e Jean-André Fieschi, marcou a melhor época dos Cahiers." explica Antoine de Baecque em março de 2020. Uma nova geração de críticos se impõe e abre a crítica à modernidade, às novas cinematografias e às correntes teóricas que perturbavam a vida intelectual da época. : estruturalismo, psicanálise, marxismo, semiótica. Os Cahiers encontram Jacques Lacan, Michel Foucault, Roland Barthes… e gradualmente se politizam.
O início de 1968 foi marcado pelo apoio a Henri Langlois, ameaçado na Cinémathèque Française, então "estados gerais do cinema" e finalmente os eventos de maio.

### O período "Mao"
Na década de 1970, a revista radicalizou e, assim, politizou o debate estético, querendo participar da reformulação dos vínculos entre política e estética (na esteira dos filmes militantes de Jean-Luc Godard). O jornal apoia o maoísmo, fala de "frente cultural revolucionária", não considera mais a notícia de filmes (com exceção dos filmes militantes), não publica mais fotos de filmes, a capa torna-se um resumo austero, os colaboradores que discordam dessa linha são demitidos e sua circulação torna-se confidencial. Segundo Serge Daney, haviam menos de 2000 assinantes, um quarto dos quais provenientes de universidades norte-americanas que rematriculam automaticamente em seus quiosques. O equilíbrio financeiro foi ameaçado. Os Cahiers então se consideram os "especialistas em reprodução de filmes vermelhos". Segundo Serge Toubiana, o jornalista responsável por essa deriva é o sindicalista Philippe Pakradouni, que deixou a revista assim que voltou ao cinema.
Daney mais tarde afirma que este foi "o período não lendário dos Cahiers".

### Renascimento: década de 1980

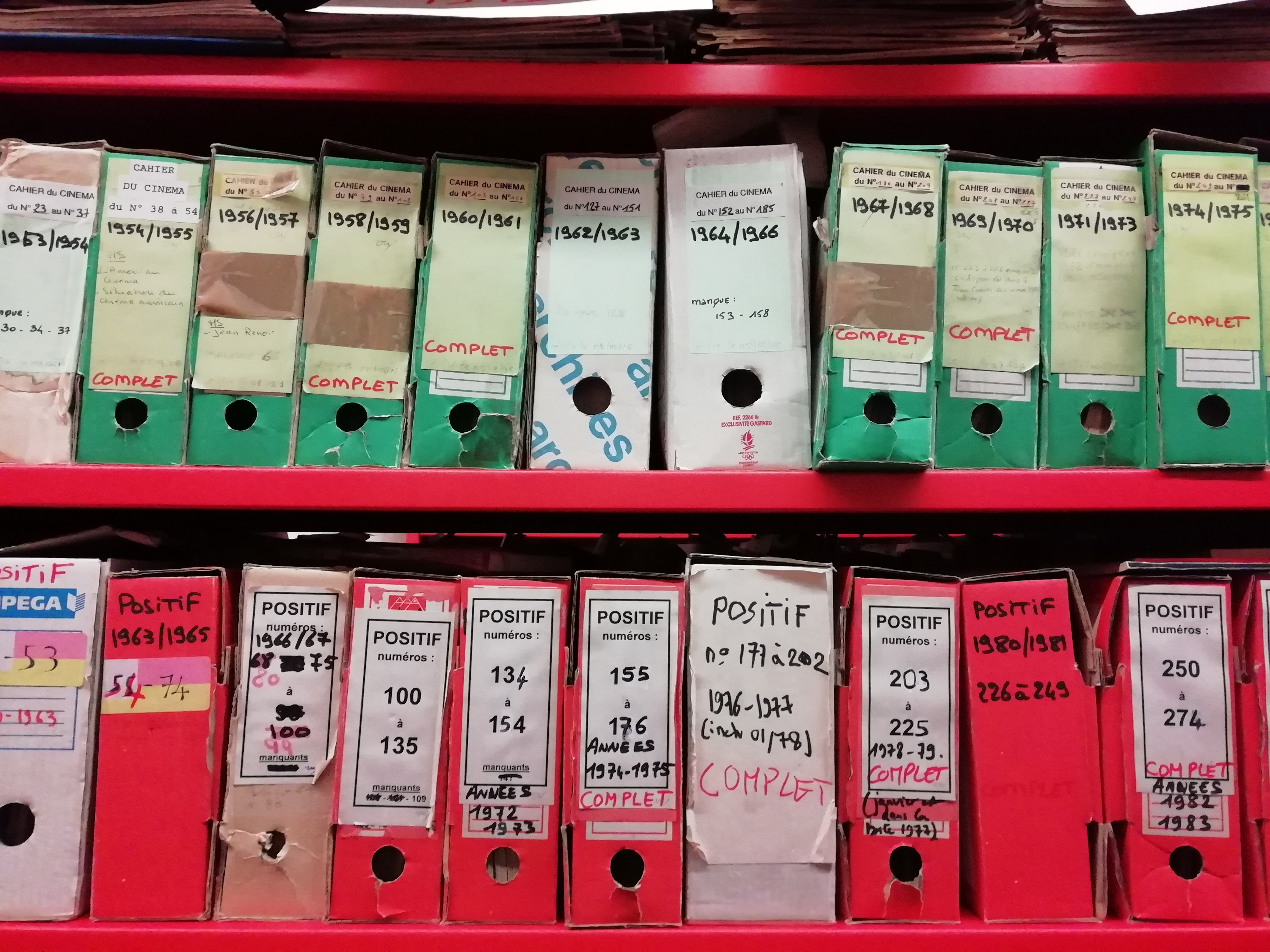
Coleção de Cahiers du Cinéma da Cinemateca de Grenoble.

No final da década de 1970, Serge Daney e Serge Toubiana assumiram a revista e impuseram uma "volta aos filmes", mas também às imagens, à cor e ao cinema americano. A dupla sabia desse distanciamento, bem como de vir de uma geração que não passou para a direção, daí o título do artigo “O período não lendário dos Cahiers". Menos política e mais dirigida a amadores e cinéfilos, a revista rejuvenesceu, mais acessível, na década de 1980, quando muitas outras desapareceram por não terem conseguido evoluir com os tempos (promoção televisiva, público mais jovem).
Em 1981, Serge Daney deixou os Cahiers pela Libération. Dez anos depois, fundaria a revista trimestral Trafic. Em outubro de 1987, a 400ª edição foi celebrada no L'Entrepôt, Paris.
Em outubro de 1992, Thierry Jousse sucedeu Serge Toubiana. Ele saiu em 1996. Os editores que se sucedem são: Antoine de Baecque (1996-1998), Charles Tesson (1998-2001, quando a revista foi assumida pelo grupo Le Monde), Charles Tesson e Jean-Marc Lalanne (2001-2003), Emmanuel Burdeau (2003 -2009) depois Stéphane Delorme.

### 2008-2020: mudanças acionárias
Em abril de 2008, o grupo La Vie-Le Monde colocou à venda a editora dos Cahiers, a l'Étoile. Este anúncio desperta grande preocupação entre os editores e funcionários da revista. Um projeto de recuperação interna é então considerado, apoiado por muitos cineastas (como Quentin Tarantino, Hou Hsiao-hsien, Chantal Akerman, Xavier Beauvois e Barbet Schroeder), é realizado por Emmanuel Burdeau e Thierry Lounas e apoiado pela maioria do editorial pessoal.
Em janeiro de 2009, o grupo editorial de arte Phaidon, com sede em Londres, tornou-se o proprietário. Em julho do mesmo ano, Stéphane Delorme foi nomeado editor-chefe e Jean-Philippe Tessé, vice-editor. (Em junho de 2020, o Liberation afirma retrospectivamente que o time estava defendendo "uma linha política muito de esquerda.")
Dez anos depois, em fevereiro de 2019, Richard Schlagman, que entretanto vendeu a Phaidon, anunciou que procurava um comprador para o título, que distribuiu 13.000 exemplares. Uma oferta do grupo Hildegarde e Grégoire Chertok foi anunciada em junho de 2019. Richard Schlagman é, no entanto, levado a suspender a operação, "os valores ofertados mostraram-se bem abaixo do esperado".
O título foi finalmente comprado no final de janeiro de 2020 por um grupo de proprietários de mídia (particularmente em relação ao cinema como o grupo Hildegarde), industriais e produtores de cinema. Segundo Marcos Uzal, os acionistas ligados ao mundo do cinema não passariam de 12% das ações, e não haveria acionista majoritário.
A maioria da equipe editorial anuncia sua saída em 27 de fevereiro de 2020, usando a cláusula de atribuição. Quase vinte assinaturas, que entraram na redação nas décadas de 1990, 2000 e 2010, saíram da revista em bloco. Três autores decidem ficar do seu lado (Vincent Malausa, Louis Séguin e Ariel Schweitzer). Para Stéphane Delorme, foi sobretudo a presença de produtores de cinema que motivou a sua saída. No entanto, ele também acusou Éric Lenoir e Grégoire Chertok de procurar outra equipe e montar um projeto para a revisão sem envolvê-los na consulta. A nomeação de Julie Lethiphu, ex-delegada geral da Société des réalisateurs de films, como gerente geral, também contribui para a relutância da equipe. Finalmente, Stéphane Delorme está alarmado com as declarações dos acionistas na imprensa anunciando seu desejo de criar uma revisão "chique", "amigável" e "reorientada para o cinema francês".
Éric Lenoir menciona na imprensa seu desejo de que a revista volte a ser "um pouco elegante, como tem sido por décadas", ele também anuncia que este vai se reconectar com sua "tradição de abertura", e especifica que "franqueza não significa morno, claro, mas pode-se ser amigável sem ser consensual". "Esses dois termos serão retomados pela Lundi matin, Europe 1 e La Dépêche sob a fórmula 'chique e amigável'". Para Stéphane Delorme e Lundi matin, esses termos são uma negação da história dos Cahiers, "[que] sempre tiraram sarro do chique e falso".

### 2020: assumido por uma nova equipe
Em maio de 2020, o diretor da publicação, Éric Lenoir, anunciou a nomeação de uma nova equipe editorial, composta por Marcos Uzal, Charlotte Garson e Fernando Ganzo. Esta equipa é responsável pela edição do número de junho da revista, não tendo o número de maio saído devido à crise sanitária.
O comitê editorial, composto na época por doze editores, é paritário. É uma vontade da redação-chefe que vê nela uma importante questão crítica. A primeira edição da nova equipe editorial foi saudada por Jean-Michel Frodon (ex-diretor de publicação da revista de 2003 a 2009) como "singular em mais de uma maneira", e prometendo um possível "renascimento". Ele lamenta "entre si" da redacção anterior e deseja ver a revista evoluir, nomeadamente através da publicação de livros e da retoma do website. Segundo ele, a participação dos produtores de filmes dentro da nova gestão é insuficiente para criar um risco real de interferência. Recorda também o importante lugar de Léonide Keigel, expositor, produtor e distribuidor, na fundação da revista em 1951.
Em junho de 2020, Marcos Uzal afirma que a revista "continuará sendo uma revisão crítica"; ele afirma em outubro de 2020 que "se houver diferenças, provavelmente, de gosto, há uma extensão real" e que a revista sempre defendeu, e sempre defenderá "autores, pesquisas e sempre se opôs a qualquer forma de academicismo". Também garante a independência de sua equipe, afirmando que os novos proprietários não tiveram voz na constituição da edição de junho de 2020. Ele também anuncia que uma carta de independência foi elaborada e deve ser publicada no site da revista; no entanto, este não é o caso em 2022.
Em outubro de 2022, questionado por Philippe Vandel sobre o personagem "chique e amigável" da capa do nº769 dedicada a Frederick Wiseman, Marcos Uzal afirma que esses dois termos "não são de forma alguma palavras de ordem da nova redação". explica, porém, que essa fórmula diz respeito mais ao modelo e ao desejo da nova redação de se interessar de perto pelo trabalho dos profissionais do cinema. Ele lamenta um "grampo" e uma tentativa de intenção, mas reconhece a estranheza da fórmula.
Marcos Uzal anuncia que quer abrir as páginas críticas da revista para livros e DVDs, mas também para pontos de vista estrangeiros. Ele também afirma o desejo de adicionar uma "dimensão jornalística e investigativa do Cahiers".
Na direção geral dos Cahiers, Uzal explica para onde a revista deve ir:
| “ | Onde o cinema for. Quero insistir em um ponto: os Cahiers devem permanecer uma resenha crítica. É o núcleo de sua identidade. Há também um trabalho de limpeza a ser feito, sobre o que vem de fora e de longe, para não se ater ao noticiário oficial, para buscar jovens cineastas em festivais. E depois, os Cahiers devem ponderar sobre certos debates políticos e sociológicos. Você tem que ter tempo para investigar, não ficar em uma posição de pura marginalidade, se interessar também pela economia do cinema... Não sei se diria que você tem que fazer parte do ecossistema, mas temos que estar onde os filmes são feitos e pensar economicamente. | ” |

Os novos proprietários terão também investidos 2,5 milhões de euros na revista. Marcos Uzal nega esses números e evoca uma economia modesta. No entanto, partilha das novas ambições da revista, que pretende relançar a edição de livros, lançar uma versão digital e programar filmes. Essas atividades seriam "extensões do gesto crítico".
Em 2020, a revista relançou Le Goût de la beauté de Éric Rohmer, bem como os cenários de Les Contes des quatre saisons e Six contes moraux. Em 2022, o livro de Michel Ciment , Jane Campion, par Jane Campion, também é republicado.
Em outubro de 2020, a revista se une ao Centro Pompidou para oferecer um ciclo Le cinema comme il va, cuja ambição é fazer um balanço da produção cinematográfica contemporânea; em outubro de 2022, este ciclo é renovado para uma terceira edição.
Em 20 de setembro de 2022, a revista anunciou a criação do Prêmio André-Bazin em parceria com a Chanel . Este prémio visa premiar uma longa-metragem distribuída na França, qualquer que seja a sua nacionalidade.

## Redação

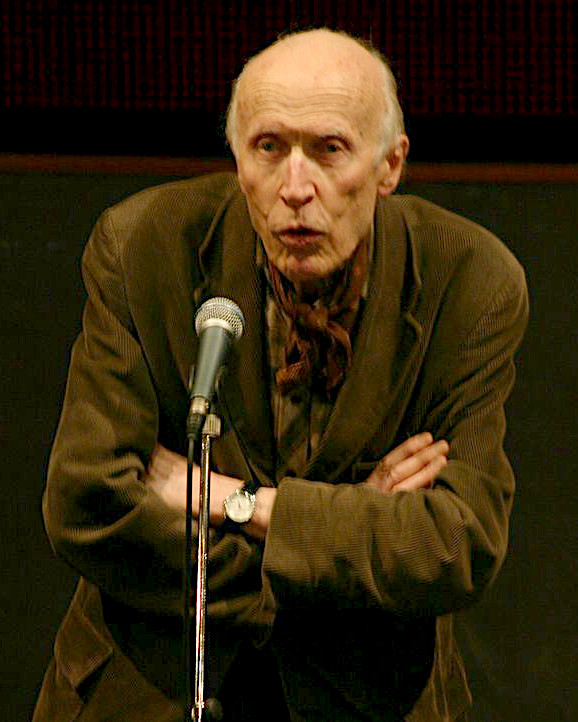
Éric Rohmer na cinemateca francesa em 2004

### Editores-chefes
- 1951-1958 : Joseph-Marie Lo Duca, Jacques Doniol-Valcroze e André Bazin
- 1958-1963 : Jacques Doniol-Valcroze e Éric Rohmer
- 1963-1965 : Jacques Rivette
- 1965-1968 : Jean-Louis Comolli
- 1968-1973 : Jean-Louis Comolli e Jean Narboni
- 1973-1981 : Serge Daney e Serge Toubiana
- 1981-1991 : Serge Toubiana (Alain Bergala, vice-editor de 1981 a 1986)
- 1991-1996 : Thierry Jousse (Frederic Strauss, editor adjunto)
- 1996-1998 : Antoine de Baecque
- 1998-2001 : Charles Tesson
- 2001-2003 : Charles Tesson e Jean-Marc Lalanne
- 2003-2009 : Emmanuel Burdeau (Jean-Michel Frodon, diretor editorial)
- 2009-2020 : Stéphane Delorme (Jean-Philippe Tessé, editor adjunto)
- desde maio de 2020: Marcos Uzal (Charlotte Garson, editora associada, e Fernando Ganzo, editor associado)[45]

Edição Web:
- 2000-2001 : Thierry Lounas e Emmanuel Burdeau
- 2005-2009 : Laurent Laborie

### Colaboradores atuais
Conselho Editorial:
- Marcos Uzal (redator chefe)
- Charlotte Garson (redator adjunto)
- Fernando Ganzo (redator adjunto)
- Claire Allouche
- Hervé Aubron
- Olivia Cooper-Hadjian
- Pierre Eugène
- Philippe Fauvel
- Élisabeth Lequeret
- Alice Leroy
- Mathieu Macheret
- Vincent Malausa
- Eva Markovits
- Thierry Méranger
- Yal Sadat
- Ariel Schweitzer
- Élodie Tamayo

### Ex-colaboradores
- Cédric Anger
- Olivier Assayas
- Hervé Aubron
- Jacques Aumont
- Nicolas Azalbert
- Philippe Azoury
- Antoine de Baecque
- Anne Ballylinch
- André Bazin
- François Bégaudeau
- Cyril Beghin
- Lise Bellynck
- Sébastien Bénédict
- Christophe Beney
- Bernard Benoliel
- Alain Bergala
- Claude Beylie
- Jean-Claude Biette
- Charles Bitsch
- Patrice Blouin
- Pascal Bonitzer
- Jacques Bontemps
- Stéphane Bouquet
- Serge Bozon
- Nicole Brenez
- Emmanuel Burdeau
- Thomas Cantaloube
- Leos Carax
- Thierry Cazals
- Claude Chabrol
- Jean-Sébastien Chauvin
- Marc Chevrie
- Michel Chion
- Thierry Clech
- Clélia Cohen
- Jean Collet
- Jean-Louis Comolli
- Sylvain Coumoul
- Gérard Courant
- Serge Daney
- Jacques Daniel
- Michel Delahaye
- Stéphane Delorme
- Philippe Demonsablon
- Jean Domarchi
- Jacques Doniol-Valcroze
- Jean Douchet
- Lætitia Dosch
- Daniele Dubroux
- Bernard Eisenschitz
- Nicholas Elliott
- Jean-Paul Fargier
- Jean-André Fieschi
- Hélène Frappat
- Jean-Michel Frodon
- Laurence Giavarini
- Claude de Givray
- Jean-Luc Godard
- Gilles Grand
- Gérard Guégan
- Marie Anne Guerin
- Florent Guézengar
- Mia Hansen-Løve
- Shigehiko Hasumi
- Erwan Higuinen
- Christophe Honoré
- Fereydoun Hoveyda
- Thierry Jousse
- Olivier Joyard
- Pascal Kané
- Pierre Kast
- Iannis Katsahnias
- André S. Labarthe
- Jean-Marc Lalanne
- Ludovic Lamant
- Yann Lardeau
- Mathias Lavin
- Joachim Lepastier
- Élisabeth Lequeret
- Serge Le Péron
- Hervé Le Roux
- Thierry Lounas
- Henry Magnan
- Joël Magny
- Florence Maillard
- Jean Mambrino
- Philippe Mangeot
- Louis Marcorelles
- Michel Mardore
- Chris Marker
- Francis Marmande
- André Martin
- Stéphane du Mesnildot
- Jacques Morice
- Luc Moullet
- Michel Mourlet
- Jean Narboni
- Camille Nevers
- Cyril Neyrat
- François Niney
- Vincent Ostria
- Jean-Pierre Oudart
- Hugues Perrot
- Alain Philippon
- Sylvie Pierre
- Paola Raiman
- Jacques Rancière
- Jean-François Rauger
- François Regnault
- Jean-Pierre Rehm
- Eugenio Renzi
- Jacques Rivette
- Éric Rohmer
- Claude Roy (acteur)
- Nicolas Saada
- Frédéric Sabouraud
- Louis Séguin
- Louis Skorecki
- Frédéric Strauss
- Camille Taboulay
- Bertrand Tavernier
- André Téchiné
- Jean-Philippe Tessé
- Antoine Thirion
- Jean-Baptiste Thoret
- Serge Toubiana
- François Truffaut
- Laura Tuillier
- Paul Vecchiali
- Clarisse Vezin
- François Weyergans
- Köichi Yamada
- Yôichi Umemoto
- Dork Zabunyan

## Edições excepcionais
- Nº 1, abril de 1951: primeira edição do Cahiers, com o subtítulo "Revue du cinéma et du télécinema", com capa de Crepúsculo dos Deuses.
- Nº 159, Outubro de 1964: última edição com a encadernação amarela, dedicando O Deserto Vermelho.
- Nº 300, maio de 1979: edição do centenário, Jean-Luc Godard é o editor-chefe.
- Nº 312/313, junho de 1980: edição especial intitulada Les Yeux Verts, Marguerite Duras é a editora-chefe.
- Novembro de 1984: emissão de homenagem intitulada Le roman de François Truffaut.
- Nº 362/363: Edição homenageando Made in Hong Kong.
- Nº 400: edição do centenário, Wim Wenders é o editor-chefe.
- Nº 452, julho de 1992: edição em homenagem a Serge Daney.
- Nº 500, março de 1996: edição do centenário, Martin Scorsese é o editor.
- Nº 600, abril de 2005: edição do centenário, tópico especial "Ciné-manga" de Takeshi Kitano.
- N.º 700, maio de 2014: edição do centenário “L'émotion qui vous hante”, vários realizadores e atores dão testemunhos sobre a emoção cinematográfica que os tem perturbado.
- N.º 708, fevereiro de 2015: edição especial com desenho de Blutch e análise do tratamento mediático dos atentados do mês anterior.
- Nº 791, outubro de 2022: emissão de homenagem dedicada a Jean-Luc Godard, falecido a 13 de setembro.

## Ranking anual
Todos os anos, Les Cahiers du Cinéma estabelece um ranking dos 10 melhores filmes da safra, publicado na edição de dezembro. Eles também publicam um top 10 anual resultante da votação dos leitores.

## Difusão
Abaixo, a distribuição paga na França de Cahiers du cinéma.
| Título            | 2017   | 2018   | 2019   | 2020   | 2021   |
| ----------------- | ------ | ------ | ------ | ------ | ------ |
| Cahiers du cinéma | 13.540 | 12.427 | 12.200 | 11.041 | 10.049 |

O Cahiers du Cinéma é a segunda maior revista de cinema francesa em termos de vendas atrás somente da Première.

## Les éditions de l'Étoile
Em 1979, a editora dos Cahiers du Cinéma, les éditions de l'Étoile, começou a publicar livros especializados no 7º art, com entrevistas e comentários de Jean Renoir. Seguiram-se muitos livros dedicados ao cinema ou à fotografia, como Correspondance new-yorkaise de Alain Bergala e Raymond Depardon (1981, co-publicado com a Liberation).
Entre os títulos estão compilações de textos dos primeiros editores do jornal, por exemplo Le Goût de la beauté de Éric Rohmer (1984, textos coletados e apresentados por Jean Narboni; coleção "Écrits" ).
Os livros são divididos em treze coleções: "Albums", "La Petite Bibliothèque", "Les Petits Cahiers", "Collection littéraire", "Auteurs", "Essais, atelier", "Coédition festival de Locarno", "Écrit sur l’image", "Hors-collection", "21e siècle", "Grand Cinéaste".
Álbuns fac-símiles compilando as edições dos primeiros anos em capas amarelas — 14 volumes cobrindo o período 1951-1964 — foram publicados entre 1987 e 1994.
A especificidade da editora não necessariamente a torna acessível. As incertezas financeiras levaram as edições da l'Étoile a serem compradas pelo grupo Le Monde em 1998, depois pela editora de livros de arte Phaidon em 2009.